# Cavalleria del Temple a Aragó i Catalunya

Creu paté vermella de l'Orde del Temple.

La Cavalleria del Temple a Aragó i Catalunya (en llatí: Militia Templi in Aragonia et Catalonia) fou la província de l'Orde del Temple que agrupava les comandes templeres d'Aragó, de Catalunya i de Navarra (temporalment, també la de Provença), al capdavant de la qual hi havia el Mestre de l'Orde del Temple a Aragó i Catalunya.

## Antecedents
L'èxit de la Primera Croada es va estendre ràpidament pels regnes d'Europa. El mateix rei Pere I d'Aragó i Pamplona al capdavant d'un nombrós grup de cavallers es disposava a marxar a Palestina, quan el pontífex els va recordar l'obligació de defensar la seva pròpia terra dels almoràvits. L'ideal croat va portar el rei Pere I d'Aragó i Pamplona a assetjar Saragossa. Abans d'abandonar el seu setge, al mes de juliol de 1101, va fortificar a 5 quilòmetres de Saragossa el lloc de "Deus o vol" (avui en dia degenerat a Juslibol), crit de guerra croat. La mort de Pere I d'Aragó i Pamplona el 1104 va fer que el seu germà, Alfons I d'Aragó i Pamplona fos coronat rei dels aragonesos i pamplonesos.
Alfons el Bataller no estava cridat a ser rei, ja que va ser el segon fill del segon matrimoni del seu pare, el rei Sanç I d'Aragó i Pamplona amb Felicia de Roucy. És probable que en la seva joventut visités a la seva família materna a l'altre costat dels Pirineus, arribant a tenir una forta amistat amb els que després serien els seus aliats en els camps de batalla com el seu cosí Rotrou II, comte de Perche, i de Gastó IV de Bearn. D'aleshores daten també les amistats amb Castan i Lope Garcés Pelegrí entre d'altres. L'ideal creuat que va viure Alfons el Bataller ja des de nen va marcar tota la seva vida i trajectòria com a rei. Totes les empreses del monarca van estar encaminades a la presa de Tortosa i València, des d'on podria embarcar les seves tropes cap a Jerusalem. Aquest afany va fer que més de 25.000 km² fossin reconquerits durant el seu regnat, guanyant-se el sobrenom “el Bataller”.
Saragossa (al-Bayda, "la blanca, l'augusta"), peça clau per aconseguir els seus objectius, va capitular el 18 de desembre del 1118, després que el Papa hagués proclamat la seva conquesta com una nova croada al Concili de Tolosa del 1118. A aquesta empresa van contribuir cavallers arribats de la primera croada, entre ells Gastó IV de Bearn, que havia participat en la conquesta de Jerusalem. Per la seva inestimable ajuda, dirigint la construcció de màquines de guerra, va ser nomenat senyor de Saragossa per Alfons el Bataller. És probable que en els contactes amb Gastó de Bearn, el bisbe Esteve d'Osca i Lope Garcés Pelegrí (va afegir a la seva denominació la de pelegrí després de la seva estada a Jerusalem) el monarca tingués coneixement de les actuacions dels monjos guerrers a Palestina, ja que tots ells havien participat en la Primera croada. Fascinat per aquestes històries, el rei no va dubtar a imitar aquests moviments, fundant ell mateix Ordes similars en el seu regne. El 1122, va fundar una Militia Christi, la Confraria de Belchite, primer orde militar d'Espanya, a semblança de la Milícia de Jerusalem, segons carta de l'Arquebisbe Guillem de Aux, per sotmetre els sarraïns i obrir un camí a Jerusalem passant el mar.
Els confrares i els seus benefactors van rebre beneficis de creuada. La Militia Christi va tenir una altra base a la recent fundada ciutat de  Monreal, fundada dos anys més tard que la de Belchite, a 1124. Posteriorment, se li va assignar el castro de Belchite, per mà del rei Alfons VII de Castella el 1136, a la flamant Militia Caesaraugustana i confirmant a López Sanz com a rector d'aquesta. Aquest orde va ser integrat en l'Orde del Temple per la Concòrdia de Girona el 1143. Morts davant l'enemic Gastó de Bearn i el Bisbe Esteve el 24 de maig de 1130, la vídua de Gastó, Talesa, compleix l'última voluntat del seu marit: deixar a la milícia del Temple, perquè pogués prosseguir la reconquesta, totes les terres que tenia a Saragossa i en Sauvelade. Ja Lope Garcés Pelegrí, juntament amb la seva dona, havia deixat part dels seus béns per a després de la seva mort "a l'Altar del Sant Sepulcre" i "a l'hospital de Jerusalem" el 1120.
Alfons I d'Aragó i Pamplona, preocupat per la seva successió, va dictar el seu primer testament en el setge de Baiona l'octubre de 1131, i va fer que el signessin i acatessin la major part dels tenentes del regne. Aquest testament va ser confirmat el 4 setembre 1134, tres dies abans de la seva mort.

## Penetració de l'Orde del Temple. Testament d'Alfons I d'Aragó i Pamplona
| «                                   | [...]Per després de la meva mort, deixo com a hereu i successor meu el Sepulcre del Senyor que està a Jerusalem i als que el custodien i serveixen allà a Déu, i l'Hospital dels pobres de Jerusalem, i al Temple de Salomó amb els cavallers que vigilen allà per defensar la cristiandat. A aquests tres els concedeixo el meu regne, és a dir, el senyoriu que tinc a tota la terra del meu regne i el principat i jurisdicció que tinc sobre tots els homes de la meva terra, tant clergues com laics, bisbes, abats, canonges, monjos, nobles, cavallers, burgesos, rústics, mercaders, homes, dones, petits i grans, rics i pobres, jueus i sarraïns, amb les mateixes lleis i usos que el meu pare, el meu germà i jo mateix vam tenir i hem de tenir. | » |
| — Fragment del Testament d'Alfons I | |   |

La derrota de Fraga i la mort d'Alfons I van produir un pànic excepcional a Aragó. La línia fortificada de separació amb els musulmans va retrocedir en alguns punts fins on es trobava en el segle xi. Era impensable que els ordes militars poguessin posar-se al govern dels regnes de Pamplona i Aragó, a més que el testament de Alfons I era contrari a les normes jurídiques navarrès-aragoneses, ja que les terres d'Aragó, Pamplona, Sobrarb i Ribagorça eren patrimonials, pel que havien de passar a la família del difunt. Tan sols podia disposar dels territoris adquirits com era el cas del regnum Caesaraugustanum. D'altra banda, perjudicava també els interessos de la noblesa, ja que xocava amb l'usus terrae. Cal recordar que el primer testament data de 1131 i l'Orde del Temple va rebre els seus estatuts en 1128 amb el que sorprèn fins a quin punt les croades van marcar la vida del monarca al testar a favor d'institucions tan noves. Igual que la resta d'ordes beneficiats pel testament eren estrangers, no va nomenar hereus els ordes que ell mateix havia fundat. El primer resultat d'aquest testament va ser la fragmentació definitiva entre els regnes de Navarra i Aragó. Els navarresos es van afanyar a proclamar rei a Garcia V, descendent de la monarquia històrica pamplonesa. D'altra banda els aragonesos van coronar Ramir II. Donada la seva condició de monjo (era bisbe de Roda), per aconseguir el reconeixement dels nobles, va haver de buscar algú que exercís en el seu nom. Les esposalles de la seva filla Peronella de tan sols dos anys amb el Comte de Barcelona Ramon Berenguer IV van solucionar el problema.
Ramon Berenguer IV va adoptar el títol de “príncep d'Aragó”, el de rei el va mantenir Ramir II fins a la seva mort, i es va afanyar a pactar amb els Ordes beneficiats pel testament d'Alfons I. L'Orde del Temple va ser el més beneficiada. Mitjançant la Concòrdia de Girona (27 de novembre del 1143) va renunciar als seus drets al tron d'Aragó a canvi dels castells de Montsó, Mongay, Xalamera, Barberà, Remolins i la promesa de Corbins (quan fos conquerit) i molts altres privilegis com la promesa de lliurar-la cinquena part de les terres arrabassades als musulmans. En el mateix acord, la Milita Christi o Militia Caesaraugustana, que havia rebut el castro de Belchite, de mans d'Alfons VII, va ser incorporada al Temple. La concòrdia va ser ratificada mitjançant Butlla d'Eugeni III (30 de març de 1150) i després pel papa Adrià IV en 1158. Cal tenir present que el pare de Ramon Berenguer IV, Ramon Berenguer III, ja va voler ser enterrat vestint l'hàbit de templer (es va fer templer en el llit de mort), i que ell mateix es va donar com a confrare del Temple per un any.

## Assentament dels templers a Aragó i Catalunya
Un cop assentats a Aragó, els templers van participar activament tant en la reconquesta com en la defensa de les fronteres. Juntament amb les tropes de Ramon Berenguer IV comte de Barcelona i príncep d'Aragó van assetjar Tortosa, col·laborar en l'ocupació de Lleida i van dirigir el lloc del castell de Miravet. A Miravet els musulmans comptaven amb un Rivat o Rábita, combatents islàmics tancats en un convent fortificat disposats a morir abans que rendir-se, al qual deu el seu nom M'ravit. Per totes aquestes actuacions van ser generosament recompensats, rebent diverses possessions entre les quals destaca el castell de Miravet i, sobretot, una part de la ciutat de Tortosa. Malgrat això, les disputes amb la família Entença (co-senyors de Tortosa) els va decidir a bescanviar-la per Peníscola. Les donacions, pels serveis prestats, de Ramon Berenguer IV van continuar al llarg de la seva vida. A la seva mort (1162) es pot afirmar que els templers estaven plenament assentats en la Corona d'Aragó, participant activament en la vida política d'aquesta.
Alfons II, rei d'Aragó i comte de Barcelona, va continuar des de l'any 1163 l'ofensiva en el marge dret del riu Ebre, conquerint la major part de les actuals terres de Terol. La col·laboració decisiva dels templers en aquestes conquestes és novament agraïda rebent compensacions econòmiques i possessions com el castell d'Horta de Sant Joan. No obstant això, Alfons II, igual que ho fes el seu avi Alfons I, va insistir a formar una milícia netament hispana. Així que va cedir a l'Orde de Montegaudio, aprovada en 1173 a instància d'un cavaller lleonès, el lloc d'Alfambra, capçalera des de llavors d'aquesta nova milícia, que va comptar aviat amb béns fins i tot a Palestina i va rebre importants donacions per part del monarca. Amb la unió de l'Hospital del Sant Redemptor, fundat l'any Terol per Alfons II, i l'Orde d'Alfambra, va passar a conèixer-se com Orde del Sant Redemptor de l'Alfambra. Incorporà també als seus dominis Castellote i el 1194 el monarca els va cedir el desert de Villarluengo.
No obstant això, Alfons II va aprovar el 1196 que totes les possessions a Aragó rebudes per l'Orde de l'Alfambra passessin al Temple. Totes aquestes noves possessions van enfortir el poder del Temple a la frontera amb el regne musulmà de València, coneixent-se encara aquesta zona com "El Maestrat". L'acció dels monjos guerrers va ser decisiva per assegurar la defensa del regne d'Aragó enfront dels atacs valencians. Alfons II va tenir un destacat paper en el Midi francès, va incorporar a la corona el comtat de la Provença el 1166 i posteriorment va ocupar Niça, on nombrosos senyors llenguadocians li van prestar fidelitat i homenatge. En el regnat de Pere el Catòlic, els fons de la Corona estaven esgotats amb el que va recórrer amb freqüència a préstecs tant de jueus, com a reis veïns i templers per armar les seves expedicions. Els vassalls del Midi francès imploraven la protecció del rei d'Aragó enfront dels atacs dels croats convocats pel papa Innocenci III per posar fi a l'heretgia albigesa. La invasió almohade va fer necessària la intervenció de Pere II, que va anar en ajut d'Alfons VIII de Castella juntament amb un exèrcit format per gent ultrapirinenca, aragoneses i catalanes. És probable que en aquesta expedició acudissin templers, però no hi ha constància documental.
Pere II va tornar de la batalla de les Navas de Tolosa com a gran vencedor. L'augment de la seva fama va fer que els seus vassalls del Midi francès imploressin amb més força la seva presència davant la massacre que estaven realitzant els croats al comandament de Simó de Montfort. Aquesta situació va col·locar els templers aragonesos entre l'espasa i la paret: d'una banda la lleialtat al seu rei i de l'altra el seu vot d'obediència al Papa. Els templers no van acompanyar a Pere II a la defensa dels seus vassalls del Migdia-Pirineus. No obstant això, després de la tragèdia de Muret (1213) on va perdre la vida, van acollir el seu hereu Jaume I després de negociar amb el Papa. Aquest va ser instruït pel mestre Guillem de Mont-rodon al castell de Montsó. D'aquesta manera es truncava la possibilitat d'aconseguir la consolidació dels territoris ultrapirinenca de la Corona d'Aragó.

## El regnat de Jaume I
Jaume I d'Aragó va ser educat fins als nou anys al castell templer de Montsó, com si es tractés d'un donat del Temple. A aquesta edat es van veure obligats a deixar-lo marxar donada la delicada situació del regne. Un cop acabada la seva minoria d'edat, va presentar als seus súbdits el projecte de la conquesta de Mallorca. Els templers van donar suport al rei i es van embarcar juntament amb ell a la conquesta de l'illa. Pel que sembla els templers no van aportar un gran contingent d'homes (al voltant d'un centenar segons Forey), però la seva forma de combatre i l'organització en el camp de batalla els feien temibles. Segons l'investigador E. Barceló, això no va impedir que el mateix Jaume I estimés «la seva excel·lent organització militar, la rapidesa dels seus moviments i la facilitat amb què saben prevenir qualsevol atac, com si fossin capaços de llegir l'aire o olorar l'enemic que encara no és vist pels altres. Poden ser pocs, però valen per molts.
El rei els va recompensar, agraït pels seus serveis, amb importants possessions a Mallorca, entre les quals destaca el castell de s'Almudaina. Un cop conquerida Mallorca i contents els interessos catalans, va dirigir la seva vista cap al regne musulmà de València. La conquesta de València rebé el suport del mateix Papa Gregori IX concedint la remissió dels pecats als combatents. Aquesta va finalitzar amb la capitulació de València el 1238 amb important participació templera. De nou el monarca els va recompensar generosament, passant a ocupar un lloc destacat en el nou regne cristià de València que va instaurar Jaume I, administrant el tresor del regne. Jaume I va mantenir unes excel·lents relacions amb els templers al llarg del seu regnat. Aquests van recolzar fins i tot en la campanya contra el regne de Múrcia, dirigida per Pere de Queralt, Mariscal del Temple a Aragó. Acabada la reconquesta a la Corona d'Aragó, els templers es van ocupar de defensar les noves fronteres exposades contínuament als atacs granadins. No obstant això, en els anys següents van prestar altres importants serveis a la Corona.

## Últims anys i caiguda de l'Orde del Temple a Aragó i Catalunya
Pere III d'Aragó, fill de Jaume I, va succeir el seu pare en 1276. La conquesta de Sicília (1282), feu de la Santa Seu concedit als Anjou, però heretatge de la seva esposa Constança de Hohenstaufen, va provocar l'excomunió d'aquest, la posada en dubte dels seus regnes i la cessió d'aquests a la Corona de França. Els templers, de nou, es veien davant una difícil situació: l'obediència al Papa o la fidelitat a la Corona d'Aragó, que tan generosa havia estat amb ells. Oficialment no es van oposar a la voluntat papal, però van servir fidelment Pere III. Dirigits per Berenguer de Sanjust (Comanador de Miravet), els templers catalans i aragonesos van protegir el regne contra els invasors al costat de l'exèrcit de Pere el Gran, tot i que aquests venien contra la Corona Aragonesa en nom del mateix Papa.
Durant el regnat de Jaume el Just, a causa de la caiguda de Sant Joan d'Acre i d'Arwad, darrers reductes del Regne de Jerusalem, la Casa de Barcelona va abraçar la proposta de fra Ramon Llull d'unificació dels ordes militars sota el comanament d'un únic príncep de sang reial: el projecte Rex bellator. El Liber de fine (1305) explicitava que aquest Rex bellator conqueriria Almeria (cal recordar que Jaume II s'havia acostat a les seves fronteres amb la conquesta de Múrcia), Ceuta, passaria al Nord d'Àfrica fins a arribar a Egipte, i llavors conqueriria Jerusalem, sempre recolzat per la flota cristiana (que, en aquell context, tan sols podia ser la catalana) i amb els almogàvers com a força de xoc. El príncep Jaume d'Aragó i d'Anjou el Forassenyat va ser educat per accedir a aquesta dignitat (fins al punt de renunciar al seu matrimoni i a la corona per vestir el mantell blanc amb la creu vermella).
Per fer possible aquest projecte calia convèncer el gran Mestre del Temple, Jacques de Molay (que, efectivament, es va entrevistar a Barcelona amb Jaume II, però es va resistir a qualsevol projecte de fusió), o bé aconseguir influir en la successió de l'ancià Mestre per situar-hi un cavaller receptiu als interessos de Jaume II. El candidat més obvi per a aquesta successió era el mariscal del Temple fra Hug d'Empúries (de la casa dels comtes d'Empúries), cap de la potent guarnició d'Arwad; i, després de la seva mort, el seu successor fra Dalmau de Rocabertí (de la casa dels vescomtes de Peralada-Rocabertí), que va ser capturat el setembre de 1302 en la caiguda d'Arwad. Jaume II, doncs, va trametre frenètiques ambaixades al soldà an-Nàssir Muhàmmad ibn Qalàwun per aconseguir la seva llibertat (com les d'Eymeric d'Usall (1303-1304, 1305-1306)). Fra Dalmau, però, tan sols va ser alliberat després de la dissolució del Temple pel Papat.
Després de l'acció llampec de l'estat francès (octubre de 1307) contra els templers i les confessions sota tortura dels seus membres detinguts per delictes com: ritus idolàtrics, sodomia i pràctiques blasfemes, el papa Climent V va ordenar als prínceps cristians l'arrest de tots els membres de l'Orde del Temple. En principi, Jaume el Just, rei d'Aragó des de 1291, es va negar a les pretensions del monarca francès "Han estat sempre fidels al nostre servei reprimint els infidels." No obstant això, va canviar poc després de postura, acatant les ordres del Papa i iniciant el procés contra els templers a la Corona d'Aragó. Alguns castells com el de Peníscola es van rendir sense resistència. Altres, però, es van afanyar a prendre les armes per defensar la seva innocència. La fortalesa de Cantavella va resistir el setge de les tropes reials des de gener fins a agost de 1308. Castellote, el castell de Villel, l'Alfambra i Miravet, que va capitular al desembre, van anar caient davant l'exèrcit reial. Només quedava Montsó, on la situació del seu castell li conferia un caràcter inexpugnable. El 24 maig 1309 es rendia el castell de Montsó després d'haver esgotat els seus defensors les seves forces. Cal dir que tots aquests setges es van fer sense cap mort ni violència innecessària, i que eren imprescindibles donada la croada contra Almeria que Jaume estava a punt de començar: no podia donar excuses al rei de França per envair els seus regnes mentre ell n'era absent.
Les cròniques dels jutges de Terol ens informen d'aquests fets:
| «                                                             | En esti any va ser destruït el Temple et el Papa Joan XXII (sic) va donar la sentència a Viana et fizieron estrada et vestits de dol perquè destruïen tan alta ordre et van vestits de maregen; aquell any van ser sobre Villel et tots els altres llocs dels 'templers' destruïts et tancats. | » |
| — Cròniques dels jutges de Terol (versió AHT, la més tardana) | |   |

El 22 maig 1312, el papa Climent V decretar l'abolició de l'Orde del Temple. Poc després va reconèixer la possibilitat de jutjar els consells provincials de l'Orde per separat, a excepció de França. Els templers de la Corona d'Aragó van ser trobats innocents el 7 juliol 1312 en el Concili de Tarragona (on el jutge va ser l'Arquebisbe Guillem de Rocabertí, germà de fra Dalmau). Els templers van ser torturats en una sola ocasió en tot el procés i de forma "lleugera" (pels estàndards de l'època) i no hi va haver cap confessió de culpabilitat. Les seves possessions van passar a Catalunya i Aragó a l'Orde de l'Hospital, i les possessions del Temple i de l'Hospital a València es van posar en mans del nou  Orde de Santa Maria de Montesa, hereu del Temple, per tal de defensar la frontera del regne. El desgraciat infant en Jaume va morir com a frare d'aquest orde.